# Stenopus scutellatus
Stenopus scutellatus är en kräftdjursart som beskrevs av Rosa Rankin 1898. Stenopus scutellatus ingår i släktet Stenopus och familjen Stenopodidae. Inga underarter finns listade i Catalogue of Life.